# W. van Driel (rederij)
De oudste Rijnrederij voor massagoed W. van Driel Stoomboot- & Transportondernemingen werd in 1888 opgericht door Willem van Driel sr. (1845-1911), met hoofdkantoor op het Noordereiland in Rotterdam op de Maaskade om een sleepbootbedrijf uit te oefenen, en om zich toe te gaan leggen op het massa transport naar de Rijn van graan, erts enz.

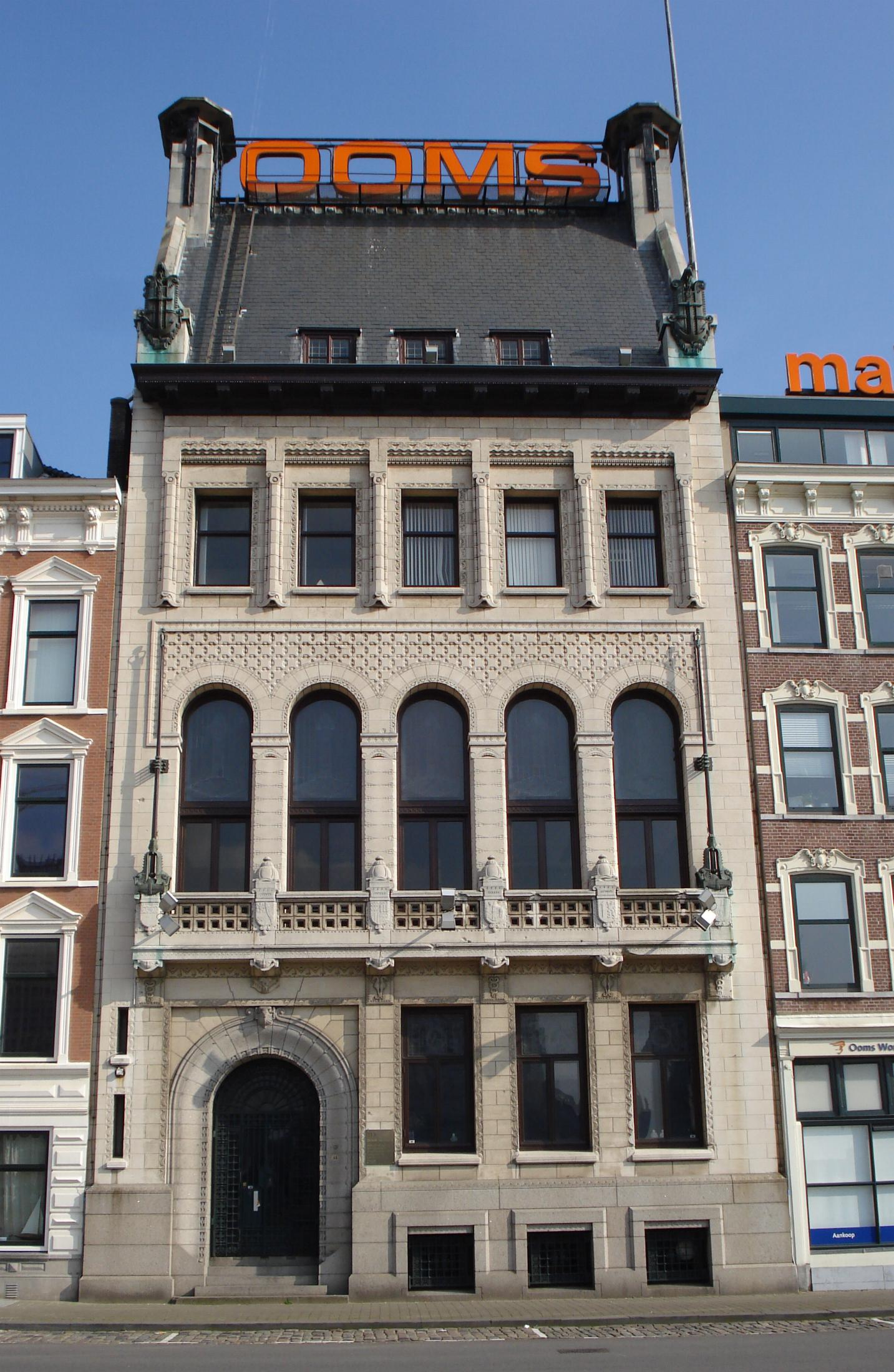
Voormalig hoofdkantoor W. van Driel op de Maaskade 113, thans Rijksmonument

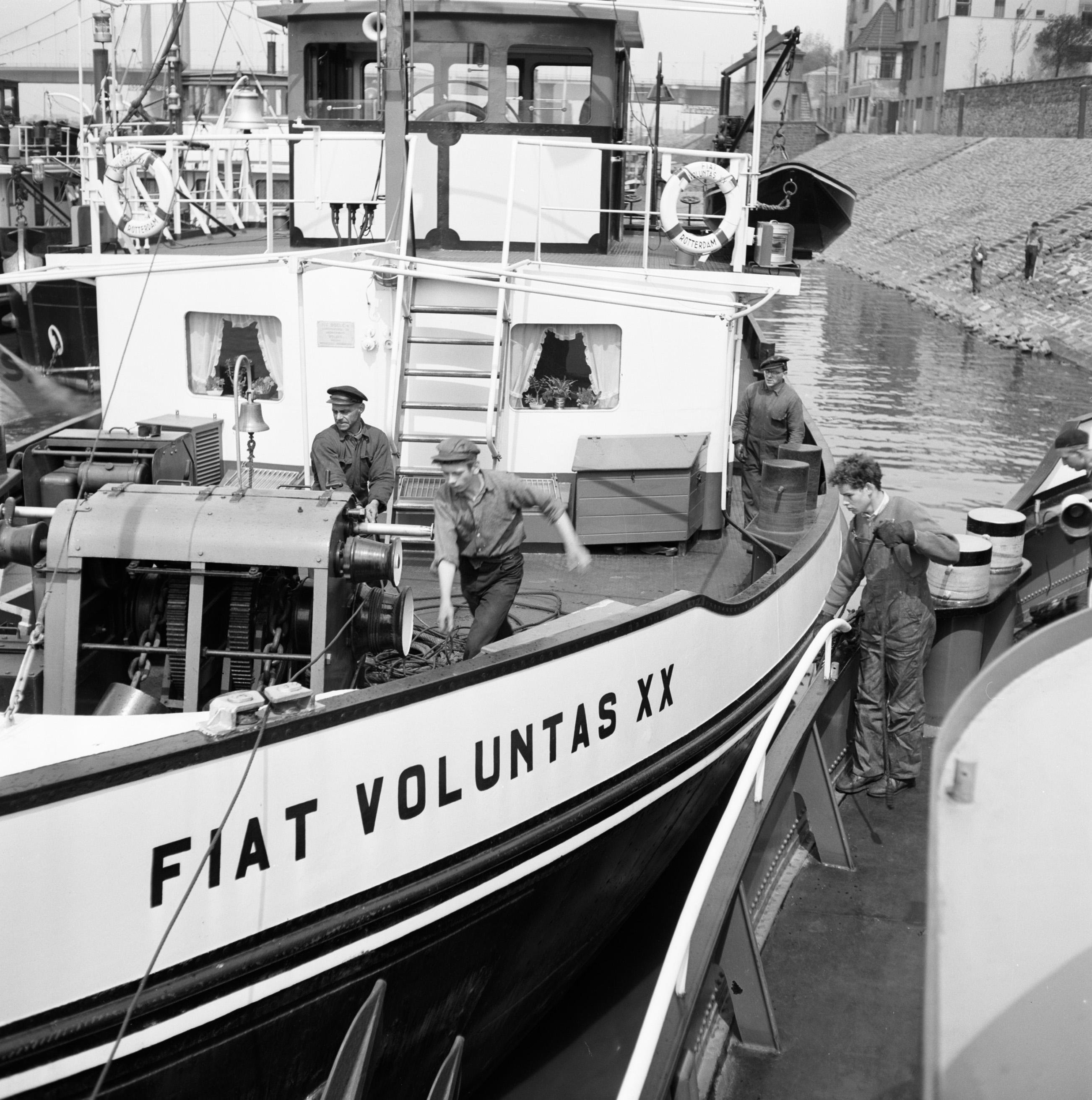
Fiat Voluntas XX meert aan in de haven Duisburg-Ruhrort,1955

Willem van Driel sr. had zich op opgewerkt van matroos tot kapitein op de  Waalsleepboot Nieuwe Zorg, die hij later aankocht, alvorens zijn sleepbootbedrijf op te richten. De eerste sleepboot uit een reeks, genaamd Fiat Voluntas I werd in 1884 te water gelaten bij de scheepswerf Wilton te Rotterdam. Uiteindelijk werden er tussen 1884 en 1966 29 sleepboten gebouwd of gekocht. In 1913 was de vloot al uitgebreid tot 17 sleepboten en 41 sleepschepen. Uiteindelijk werden er ruim 80 sleepschepen gebouwd of gekocht, voornamelijk genaamd W. van Driel 34 tot 72, en 7 motorschepen., waarvan de laatste in 1985 werd gesloopt. Tussen 1916 en 1937 werden er ook nog 13 coasters gebouwd. In de volgende jaren volgde ook nog een kraanschip van 700 ton, een sleepkraan van 1.550 ton en stoomschepen . In het begin van de 80-er jaren werden er ook nog 8 vrachtduwbakken gebouwd.
Directeur Willem van Driel jr. bouwde zijn eerste kantoor aan de Maaskade 113, dat in 1915 in gebruik werd genomen, als een uitdrukking van de leidende rol die zijn bedrijf speelde binnen de rederijen voor de binnenvaart van dat moment. In de loop van de jaren twintig kwam echter de klad in de binnenvaart. In 1925 moest Van Driel zijn prestigieuze pand verkopen aan een andere havenbaron, Frans Swartouw. Het bedrijf ging nog een tijd door, deels vanuit de eigen naam opererend vanuit het pand aan de Maaskade 127 In 1939 werd de rederij overgenomen door de Staatsmijnen
.  W. van Driel was door de Staatsmijnen herrezen na, in de periode tussen de beide wereldoorlogen, zware klappen geïncasseerd te hebben. De Tweede Wereldoorlog bracht het bedrijf aanzienlijke, materiële schade toe. In 1945 lag de vloot van W. van Driel, beschadigd, gezonken of uitgebrand, verspreid over West-Europa. Veel schepen werden als schroot verkocht. Met een grootverlader als de Staatsmijnen achter zich, kon de oude rederij zich in vele richtingen opnieuw ontplooien. In 1998 werden de aandelen van de rederij verkocht aan het bevrachtingskantoor Van der Graaf & Meeusen, waarbij de naam van de rederij bleef voortbestaan voor de vloot.
In de vlag van de rederij prijkten de woorden: Fiat Voluntas (Uw Wil Geschiedde) en W.v.D. (Willem van Driel - Wij Varen Door).